# José Francisco Corrêa da Serra
José Francisco Correia da Serra (o José Corria da Serra, * 6 de junio de 1750 - 11 de septiembre de 1823) fue un Homo Universalis o "polímata", filósofo, diplomático, estadista, político, y naturalista portugués. En algunas circunstancias, se lo conocía como Abate Correa

## Una intensa vida
Correa da Serra nace en Serpa, Alentejo, en 1750, y se educa en Roma, donde toma el sacramento del orden. En 1777 retorna a Lisboa, donde es uno de los fundadores de la Academia de Ciencias de Lisboa en 1779 (luego Academia Real de Ciencias de Lisboa).
Publica respuestas ante los conflictos con miembros reaccionarios de la jerarquía religiosa y política de Portugal.
En 1786, está en Francia, permaneciendo allí hasta el deceso del rey consorte de Portugal Pedro III, y cuando ya estaba instalado en casa, dificultades políticas lo fuerzan otra vez a salir del país. Va a Inglaterra, donde encuentra un protector en "sir" Joseph Banks, quien era Presidente de la Royal Society. Con el apoyo de Banks, rápidamente es elegido miembro de esa sociedad.
En 1797, es nombrado secretario de la Embajada de Portugal en Londres, pero una disputa con el embajador hace que se vaya a París en 1802, donde permanece once años.
En 1813, deja Europa y va al Nuevo Mundo, arriba primero a Nueva York. Sus viajes lo llevan varias veces a Monticello, el hogar del presidente Thomas Jefferson donde sus puntos de vista encuentran plena recepción.
En 1816, es designado ministro plenipotenciario portugués en Washington D. C..
En 1820 es llamado a Portugal, donde es designado miembro del Concejo de Finanzas, y elegido para ocupar una banca en las "Cortes Generales Extraordinarias y Constituyentes de la Nación Portuguesa", pero fallece solo tres años más tarde.
- La abreviatura «Corrêa» se emplea para indicar a José Francisco Corrêa da Serra como autoridad en la descripción y clasificación científica de los vegetales.[7]

## Obras
- Colecção de livros inéditos da história Portuguesa, 4 vols., 1790-1816.

Artículos:
- "On the fructification of the submersed Algae," Philosophical Transactions, 1799, pp. 494–505.
- "On a submarine forest on the coast of England," Philosophical Transactions, 1799, pp. 145–155.
- "On two genera of plants belonging to the natural family of the Aurantia," Transactions of the Linnean Society, Vol. 5, pp. 218–226.
- "On the Doryantha, a new genius of plants from New Holland next akin to the Agave," Transactions of the Linnean Society, 6, pp. 211–213.
- "Observations sur la famille des oranges et sur les limites qui la circonscrivent," Annales du Muséum d’Histoire Naturelle, 6, pp. 376–386.
- "Mémoire sur la germination du nelumbo," Annales du Muséum d’Histoire naturelle, 13, 174.
- "Vues Carpologiques/Observations Carpologiques," Annales du Muséum d’Histoire Naturelle, 8, 9, 10.
- "Mémoire sur la valeur du périsperme, considerée comme caractère d’affinité des plantes", Bulletin de la Société Philomatique, 11, 350.
- "De l’état des Sciences, et des lettres en Portugal, à la fin du dixhuitième siècle," Archives litteraires de l’Europe, Vol. I, 1804.
- "Sur l’agriculture des arabes en Espagne", Archives Littéraires de l’Europe, 2, pp. 239–404.
- "Observations and conjectures on the formation and nature of the soil of Kentucky," Transactions of the American Philosophical Society, Philadelphia, 1811.
- "Considerations générales sur l’etat passé et futur de l’Europe," The American Review, 1812.